# Tržní kapitalizace
Tržní kapitalizace vyjadřuje tržní hodnotu akciové společnosti nebo kryptoměn. Je to celková tržní hodnota všech jí vydaných akcií nebo, pokud jde o kryptoměny, celková hodnota všech mincí v oběhu. Vypočítá se jako součin počtu vydaných akcií a aktuální ceny akcií na trhu (pokud jde o kryptoměny, vypočítá se velmi podobně, součin všech mincí v oběhu a ceny dané kryptoměny).
Tržní kapitalizace se rovná ceně akcií vynásobené počtem akcií v oběhu. Vzhledem k tomu, že akcie jsou nakupovány a prodávány na veřejných trzích, může být kapitalizace využita jako ukazatel veřejného mínění o čistém jmění společnosti a je určujícím faktorem některých forem oceňování akcií.
Tržní strop odráží pouze hodnotu vlastního kapitálu společnosti. Je důležité poznamenat, že volba kapitálové struktury firmy má významný dopad na to, jak je celková hodnota společnosti alokována mezi vlastní kapitál a dluh. Komplexnějším opatřením je hodnota podniku (EV), která působí na nevyrovnaný dluh, preferované akcie a další faktory. Pro pojišťovny byla použita hodnota nazvaná vložená hodnota (EV).
Tržní kapitalizace je používána investiční komunitou v pořadí velikosti společností, na rozdíl od tržeb nebo celkových aktiv. Používá se také při hodnocení relativní velikosti burz, což je míra součtu tržních kapitalizací všech společností kótovaných na každé burze. Při provádění těchto hodnocení se tržní kapitalizace vypočítává k určitému významnému datu, například 30. června nebo 31. prosince.
Celková kapitalizace akciových trhů nebo ekonomických regionů může být srovnána s jinými ekonomickými ukazateli. Celková tržní kapitalizace všech veřejně obchodovaných společností na světě činila v lednu 2007 51,2 bilionu USD a v květnu 2008 vzrostla na 57,5 bilionu USD a poté v srpnu 2008 klesla pod 50 bilionů USD a mírně nad 40 bilionů USD v září 2008. V letech 2014 a 2015 činila světová tržní kapitalizace 68 bilionů USD a 67 bilionů USD.
V případě kryptoměn může být údaj o tržní kapitalizaci mírně zkreslen tím, že mince mohou být vyřazeny z oběhu (např. ztrátou privátního klíče nebo odesláním na adresu s neexistujícím klíčem). Takové mince nelze snadno identifikovat, ale jsou do výpočtu celkového objemu měny započítány, přestože nejsou použitelné pro platby.
Někdy se uvádí i tržní kapitalizace některých trvanlivých komodit, jako například zlato, kdy se vychází z předpokladu, že je zhruba známo kolik zlata bylo za historii vytěženo, resp. je ho v oběhu a toto množství se v čase mění jen pomalu. Za splnění těchto předpokladů můžeme tržní kapitalizaci komodity spočítat obdobným způsobem.